# 大阪府立島本高等学校
大阪府立島本高等学校（おおさかふりつ しまもと こうとうがっこう）は、大阪府三島郡島本町にあった公立高等学校。

## 概要
1974年に開校した全日制普通科高等学校である。学校敷地は、ユニチカおよびユニチカバークシャー株式会社の工場跡地にあたる。
大阪府の方針により、2023年度以降の生徒募集を停止し、大阪府立阿武野高等学校に機能統合する形で2025年3月に閉校した。
島本町の北部、名神高速道路の北側の丘陵地に位置する。山手の急斜面にあるため、校舎からは天王山が遠望でき、島本町一円が見える。学生食堂完備。進学対策や就職対策など、進路に応じて多様なコースを設置していた。また地域との連携も積極的におこない、町内の中学校への出前授業や町内の行事への参加などもおこなっていた。

## 沿革
- 1972年11月24日 - 大阪府が校地を取得。
- 1973年5月10日 - 第一期工事に着工。
- 1974年1月1日 - 大阪府条例により大阪府立島本高等学校を設置。
- 1974年4月1日 - 開校。
- 1975年6月30日 - 体育館新築工事竣工
- 1988年7月30日 - 図書室冷房設備工事竣工
- 1993年5月11日 - 仮設自転車置場設置
- 2003年8月15日 - 普通教室空調設備工事竣工
- 2022年8月 - 大阪府立阿武野高等学校との機能統合方針が打ち出される[2]。
- 2023年 - 生徒募集停止。
- 2025年3月 - 最終学年の卒業により閉校。

## 部活動
ラグビー部は、全国高等学校ラグビーフットボール大会（花園）に複数回出場経験がある。

## 出身者

### 政治・行政
- 米長晴信 - 元参議院議員。元フジテレビ記者

### 経済
- 貫啓二 - 串カツ田中ホールディングス創業者・代表取締役社長

### 学術
- 橋口浩之[5] - 京都大学生存圏研究所教授

### 芸能
- 桂雀三郎 - 落語家
- 前田勝久 - フリーアナウンサー
- 水谷優子 - 声優

### スポーツ
- 仲谷聖史 - ラグビー日本代表
- 廣瀬佳司 - ラグビー日本代表
- 堀江翔太 - ラグビー日本代表
- 前田達也 - ラグビー日本代表

## 交通
- 東海道本線（JR京都線） 島本駅 西へ約900m。
- 阪急京都線 水無瀬駅 西へ約1.4km。

## 外部サイト
- 公式ウェブサイト
- 地図 - Google マップ